# Rulsdorf
Rulsdorf ist eine Wüstung im Landkreis Mansfeld-Südharz in Sachsen-Anhalt. Noch heute erkennt man in der Dorfstätte Erhebungen und Wälle. Die Ruinen wurden wegen ihrer Steine von Pollebenern abgetragen. Die Dorfstelle wird auch Das Kämmerchen genannt.

## Geografische Lage
Die Wüstung Rulsdorf liegt südlich von Polleben bei Lutherstadt Eisleben an der Quelle der Schlenze.

## Geschichte
- In dem zwischen 881 und 899 entstandenen Verzeichnis des Zehnten des Klosters Hersfeld wird u. a. auch ein zehntpflichtiger Ort Rozwalesdorpf im Gau Friesenfeld genannt. Vermutlich handelt es sich dabei um Rulsdorf.
- Erzbischof Burchard verkaufte am 10. Juni 1320 das Haus und Gericht von Hedersleben unter anderem zusammen mit dem Zubehör Polleben und Ruldsorf (Rulistorp genannt).
- Rulsdorf war nach der alten Pollebener St. Stephanuskirche eingepfarrt.
- Im Dreißigjährigen Krieg wurden Rulsdorf und Polleben geplündert.
- Im Jahre 1780 hatte man die Wiederbesiedlung durch Kolonisten geplant.